# Nationaal park Way Kambas
Nationaal park Way Kambas is een park in Indonesië. Het park ligt in de provincie Lampung op het eiland Sumatra. Het park staat bekend vanwege de aanwezigheid van de Sumatraanse neushoorn. Voor onderzoek en een fokprogramma is in het Way Kambas National Park ook de Sumatran Rhino Sanctuary (SRS) gevestigd.